# Sympetrum maculatum
Sympetrum maculatum là loài chuồn chuồn trong họ Libellulidae. Loài này được Oguma mô tả khoa học đầu tiên năm 1922.